# Ройтер, Мануэль
Мануэль Ройтер (нем. Manuel Reuter) — немецкий автогонщик.
Мануэль Ройтер родился 6 декабря 1961 г. в Майнце, Германия.
Свою карьеру в автоспорте Ройтер начал в 1970 г. с картинга. В 1985 г. он дебютировал в ДТМ за рулём Форд Сиерра XR4T. Через 3 месяца он добился первого подиума, а через год — победы, на Нюрбургринге[уточнить]. Вместе с Берндом Шнайдером и Франком Билой он составлял молодёжную команду Форда. Его менеджером с 1989 по 1997 гг. был чемпион мира в классе Ф1 Кеке Росберг. Параллельно с ДТМ Ройтер начал свою карьеру и в гонках на выносливость, вместе с Порше Brun[что?], перейдя на следующий год в Заубер[уточнить] и сразу же выиграв 24 часа Ле-Мана (вместе с Йохеном Массом и Стэнли Дикенсом).
В конце 1992 г. он возвращается в ДТМ и Опель включает его в программу подготовки нового Опель Калибра Класса 1, за рулем которого он побеждает в 1996 г. в общем зачете. В том же году вместе с Дэйви Джонсом и Алексом Вурцем за Joest Racing на прототипе Порше WSC95 он одерживает вторую победу в гонке 24 часа Ле-Мана.
При возрождении ДТМ в 2000 г., он возвращается вместе с Опелем, а когда в 2005 г. Опель решил прекратить своё присутствие в серии, то ушёл и Ройтер. Всего он провел в ДТМ 203 гонки, одержав 10 побед.
Однако он остается послом Опеля, участвует в развитии его машин и тренировке молодых гонщиков. В 2006 г. он возглавил собственное ателье по подготовке автомобилей к гонке 24 часа Нюрбургринга, а в 2007 году сменил Клауса Людвига на посту комментатора гонок ДТМ.
Мануэль Ройтер женат, его жена Микаэлла родила ему дочь Анну-Терезу 7 декабря 1998 г. Кроме автоспорта увлекается триатлоном.